# Spinimegopis lividipennis
Spinimegopis lividipennis là một loài bọ cánh cứng trong họ Cerambycidae.